# Murfatlar
Murfatlar là một thị xã thuộc hạt Constanța, România. Dân số thời điểm năm 2002 là 10888 người.